# Motociklistična Velika nagrada Indonezije
Motociklistična Velika nagrada Indonezije je bila motociklistična dirka svetovnega prvenstva v sezonah 1996 in 1997 ter od sezone 2022.

## Zmagovalci
| Sezona | Dirkališče | 125 cm3/Moto3             | 250 cm3/Moto2           | 500 cm3/MotoGP         | Poročilo |
| ------ | ---------- | ------------------------- | ----------------------- | ---------------------- | -------- |
| 1996   | Sentul     | Masaki Tokudome (Aprilia) | Tetsuya Harada (Yamaha) | Mick Doohan (Honda)    | Poročilo |
| 1997   | Sentul     | Valentino Rossi (Aprilia) | Max Biaggi (Honda)      | Tadayuki Okada (Honda) | Poročilo |
| 2022   | Mandalika  | Dennis Foggia (Honda)     | Somkiat Chantra (Kalex) | Miguel Oliveira (KTM)  | Poročilo |